# Дуб в с. Ширяєве
Дуб в с. Ширя́єве — ботанічна пам'ятка природи місцевого значення в Україні. Об'єкт природно-заповідного фонду Сумської області. 
Розташований у межах Конотопського району Сумської області, в селі Ширяєве, на старому кладовищі. 
Площа 0,01 га. Перебуває у віданні Князівської сільської ради. Статус надано рішенням Сумського Облвиконкому № 609 від 23.12.1981 року та рішенням Сумської облради від 26.05.2004 року. 
Статус присвоєно для збереження унікального дуба віком близько 500 років.